# Pierre-François Roussillon
Pierre-François Roussillon (* 1962; † 10. Mai 2025) war ein französischer Orchestermusiker (Klarinette) und Kulturmanager.

## Leben und Wirken
Roussillon, der Sohn des Theaterschauspielers Jean-Paul Roussillon (1931–2009), war ausgebildeter Klarinettist. Von 1980 bis 2000 verfolgte er eine musikalische Karriere und gründete in dieser Zeit das Ensemble Concordia und das Trio à vent de Paris, zwei Gruppen, die aus Solisten des Orchestre de Paris, des Orchestre National de France und des Ensemble intercontemporain bestanden.

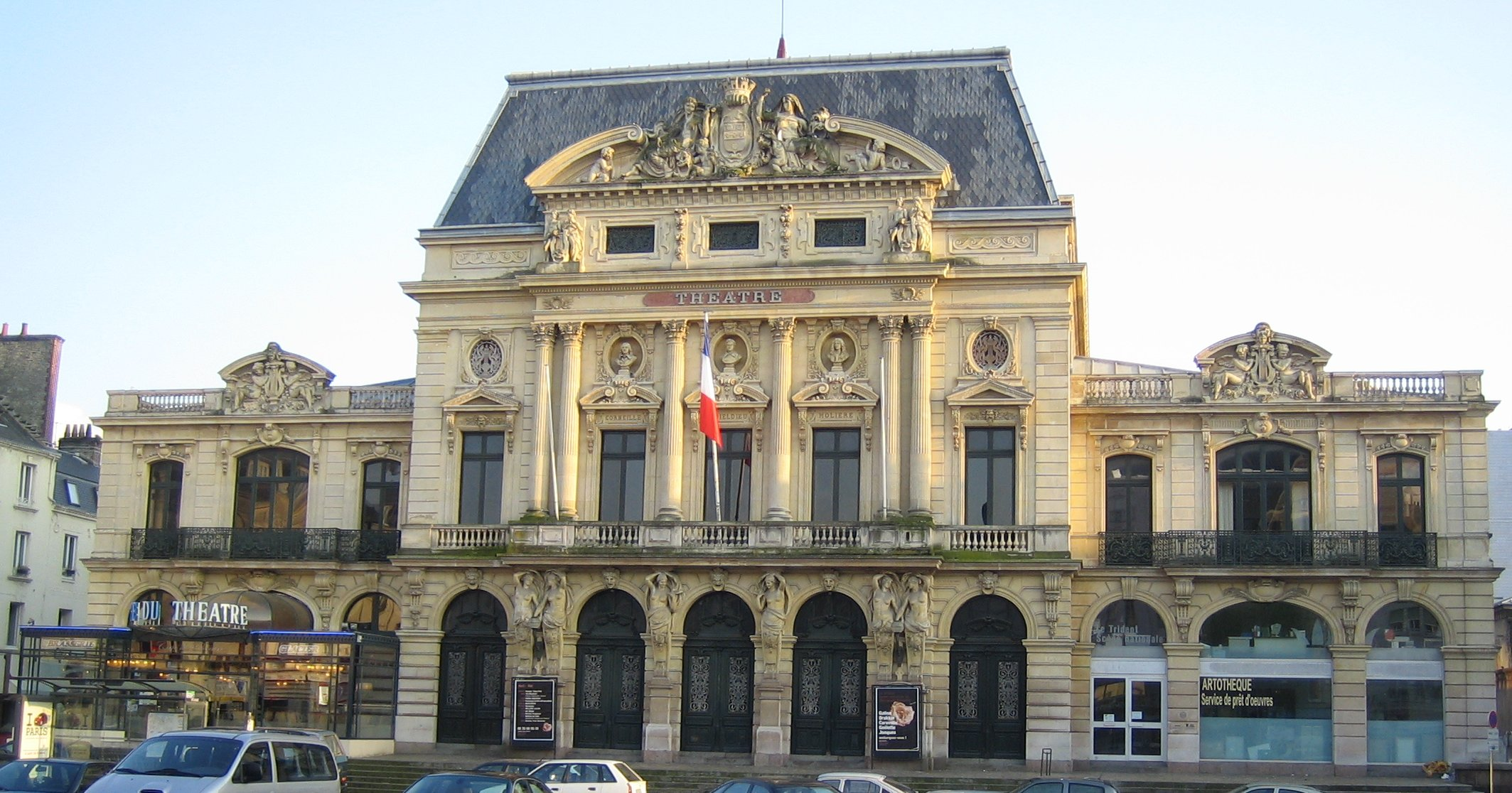
Das Trident im Theatre Cherbourg

Nach seiner Karriere als Konzert- und Kammerklarinettist wurde Rousillon 1999 zum Direktor des Théâtre de la Butte in  Octeville ernannt, bevor er 2002 vier Jahre lang das Kulturprojekt Trident entwickelte, eine neue multidisziplinäre nationale Bühne, die das Théâtre à l'italienne, das Butte-Theater und das Vox vereinte. Von 2006 bis 2010 arbeitete er am Maison de la Culture in Bourges und leitete anschließend neun Jahre lang das Théâtre 71, Scène nationale in Malakoff. Anschließend leitete er das Orchestre régional de Normandie, ansässig in Mondeville bei Caen.
Die künstlerischen Projekte, die Roussillon für die verschiedenen Bühnen geleitet hat, drehten sich um klassische und zeitgenössische Theater-, Musik- und Choreografien. Sein Ansatz zeichnete sich dabei durch eine originelle, innovative, strukturierende und phantasievolle Kulturarbeit aus, die im Austausch und in Zusammenarbeit mit weiteren kulturellen und institutionellen Akteuren in der Region auf die Entwicklung vieler Partnerschaften und echter Synergien angelegt war. Als Programmgestalter galt er als ein Projektmacher, der in der Lage war, viele Talente und Besetzungen um sich herum zu vereinen, von kleinen Gruppen bis zu großen Ensembles, von Konzerten auf dem Land, in kleinen Vorstadtlokalen oder auf den großen Bühnen des Netzwerks, von klassischer Musik bis hin zu Jazz.
Da das Orchestre régional de Normandie mit dem Orchester von Rouen fusionierte, wurde seine Stelle nicht mehr benötigt. Daher nahm Roussillon seine Tätigkeit als ausübender Musiker wieder auf und beendete seine Karriere als Improvisationsmusiker, der in hervorragender Weise mit dem Trio von Régis Huby auftrat.
Zudem war Roussillon von 2019 bis 2024 Mitglied des Verwaltungsrats des Orchestre National de Jazz.

## Diskographische Hinweise
- Yves Rousseau, Wanderer Septet: Wanderer Septet (Abalone Productions, 2015)